# L’Huisserie
L’Huisserie ist eine französische Gemeinde mit 4.554 Einwohnern (Stand: 1. Januar 2022) im Département Mayenne in der Region Pays de la Loire; sie gehört zum Arrondissement Laval und zum Kanton L’Huisserie. Die Einwohner werden Huissériens und Huisseriennes genannt.

## Geographie
L’Huisserie liegt etwa fünf Kilometer südlich des Stadtzentrums von Laval an der Mayenne. Umgeben wird L’Huisserie von den Nachbargemeinden Laval im Norden und Nordosten, Entrammes im Osten und Südosten, Nuillé-sur-Vicoin im Süden und Südwesten sowie Montigné-le-Brillant im Westen.

## Bevölkerungsentwicklung
| Jahr                       | 1962 | 1968 | 1975 | 1982 | 1990 | 1999 | 2006 | 2019 |
| Einwohner                  | 732  | 812  | 1651 | 2290 | 2863 | 3592 | 3862 | 4326 |
| Quellen: Cassini und INSEE |      |      |      |      |      |      |      |      |

## Sehenswürdigkeiten
- Menhir von Le Haut Fougeray
- Kirche Saint-Siméon aus dem 11. Jahrhundert

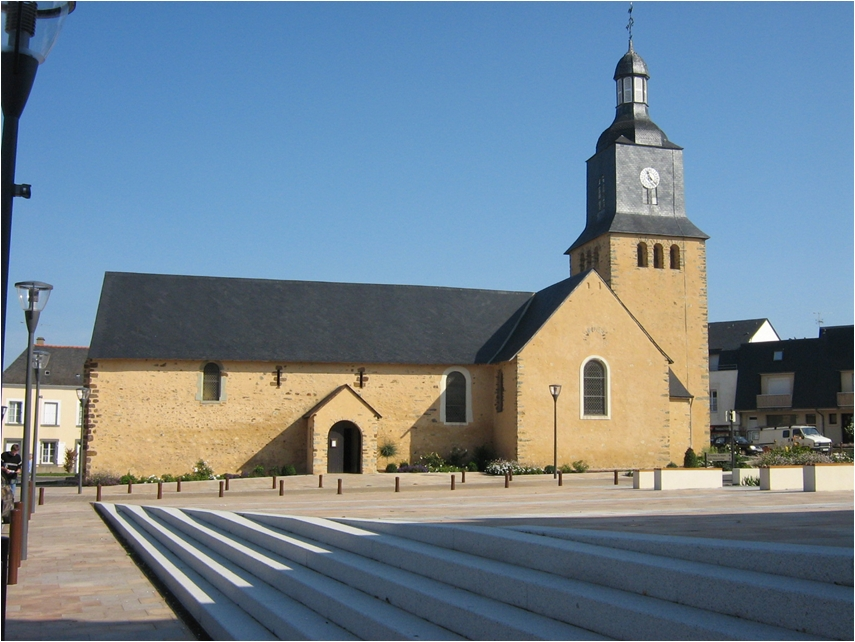
Kirche Saint-Siméon

- Brücke von Port Rhingeard.

## Gemeindepartnerschaft
Mit der deutschen Gemeinde Kolbingen in Baden-Württemberg besteht seit 1975 eine Partnerschaft.